# Anna Zaleska
Anna Zaleska – polska dziennikarka. 

## Życiorys
Absolwentka polonistyki na Uniwersytecie Warszawskim. Studiowała na Wydziale Dziennikarstwa i Nauk Politycznych UW. Skończyła również studia podyplomowe z zakresu public relations w SGH.
Pracę w dziennikarstwie rozpoczynała w tygodniku „Prawo i Życie”, następnie była redaktorem w „Cosmopolitan”. Od 1998 związana z wydawnictwem Edipresse Polska. Była szefową działu krajowego w miesięczniku „Marie Claire”. W 2001 dołączyła do redakcji „Mamo, to ja”. W 2004 została redaktor naczelną „Mamo, to ja” oraz „Twoje Dziecko”. W kolejnych latach kierowała redakcjami pism dla rodziców: „Twoje Dziecko”, „Twój Maluszek”, „Przedszkolak” (była autorką koncepcji merytorycznych dwóch ostatnich). W maju 2006 została redaktor naczelną dwutygodnika „Viva!”. W 2008 rozstała się z wydawnictwem Edipresse Polska i we wrześniu 2008 została redaktor naczelną czasopisma „Show” w wydawnictwie Bauer. W latach 2012–2014 była redaktor naczelną czasopisma „Grazia”. Przez 19 lat pracowała w PAP - pod koniec jako kierownik działu krajowego oraz szef redakcji krajowej. Prowadziła tam m.in. cykl debat na temat wpływu kryzysu gospodarczego na Unię Europejską. W maju 2016 rozstała się z PAP. Od marca 2018 roku do grudnia 2019 była redaktor naczelną "Harper's Bazaar". Od marca 2018 pracowała w zespole wydawców serwisu Money.pl (Wirtualna Polska).